# Konradów (Głuchołazy)
Konradów  (deutsch Dürr Kunzendorf, 1945–1947 Kończyce) ist eine Ortschaft der Landgemeinde Głuchołazy (Ziegenhals) in Polen. Sie liegt im Powiat Nyski (Kreis Neisse) in der Woiwodschaft Oppeln.

## Geographie

### Geographische Lage
Das Straßendorf Konradów liegt im Südwesten der historischen Region Oberschlesien am nördlichen Rande des Zuckmanteler Bergland sowie an der Grenze zu Tschechien. Der Ort liegt etwa zwei Kilometer südöstlich des Gemeindesitzes Głuchołazy (Ziegenhals), etwa 20 Kilometer südlich der Kreisstadt Nysa und etwa 65 Kilometer südwestlich der Woiwodschaftshauptstadt Opole. 
Der Ort liegt in den Sudety Wschodnie (Ostsudeten) innerhalb des Góry Opawskie (Zuckmanteler Bergland). Konradów liegt an der Kletnica, einem rechten Zufluss der Biała Głuchołaska (Ziegenhalser Biele).

### Ortsteile
Ortsteile von Konradów sind Kletnik (Klettnig ), Kolonia Kaszubska (Kolonie Steine), Skowronków (Lerchenfeld) sowie Starowice (Vorwerk Dürr Kunzendorf).

### Nachbarorte
Nachbarorte von Konradów sind im Nordwesten der Gemeindesitz Głuchołazy (Ziegenhals), im Südosten Jarnołtówek (Arnolsdorf) sowie im Süden Zlaté Hory (Zuckmantel).

## Geschichte

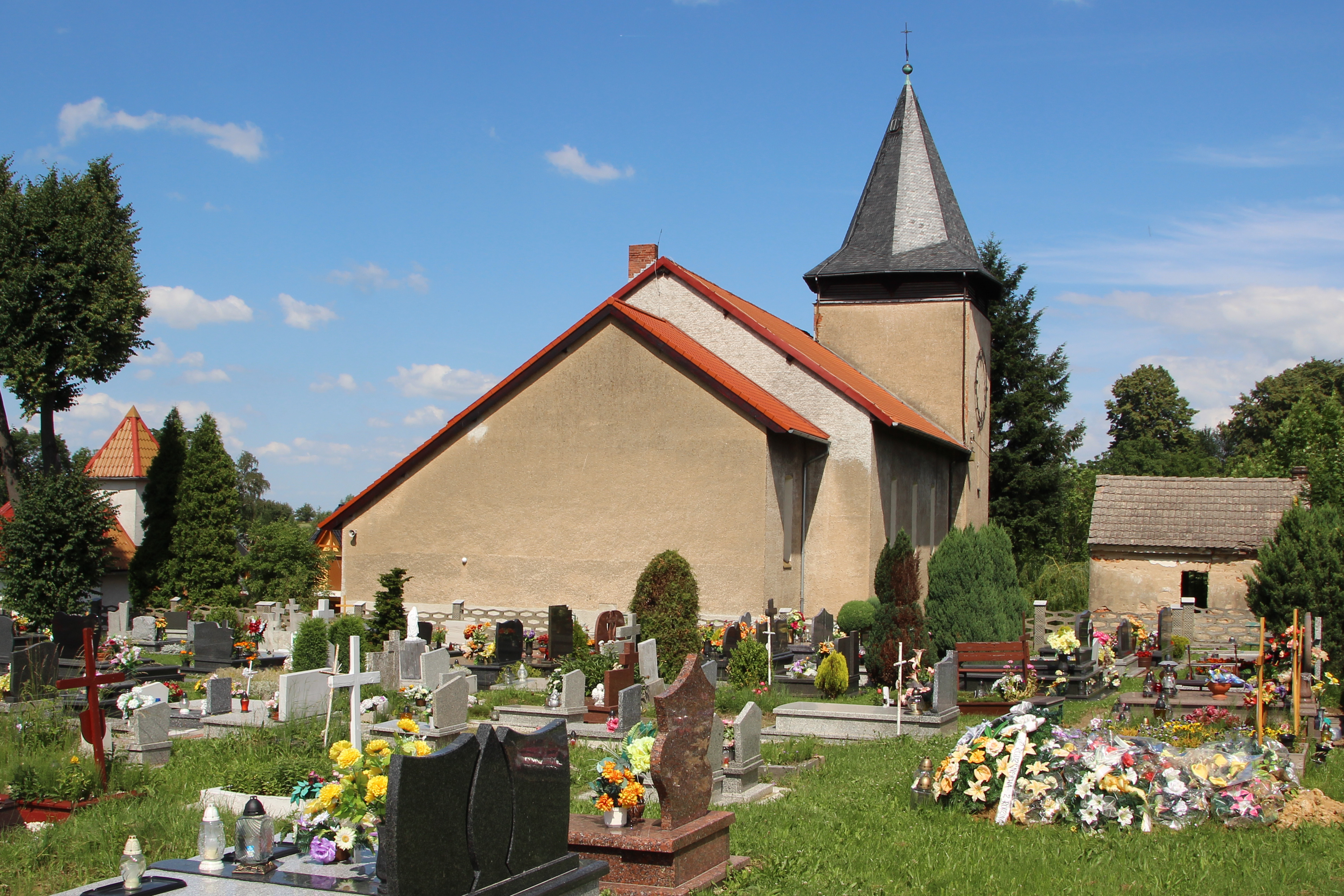
König-Christus-Kirche

Der Ort wurde 1263 erstmals urkundlich als villa Conradi erwähnt. 1284 wurde der Ort als Cunczendorf erwähnt. In der Liber fundationis episcopatus Vratislaviensis aus den Jahren 1295–1305 wird der Ort als „Cunczendorph“ genannt.
1725 wurde im Ort eine Schule eingerichtet. Nach dem Ersten Schlesischen Krieg 1742 fiel Dürr Kunzendorf mit dem größten Teil Schlesiens an Preußen.
Nach der Neuorganisation der Provinz Schlesien gehörte die Landgemeinde Dürr Kunzendorf ab 1816 zum Landkreis Neisse im Regierungsbezirk Oppeln. 1845 bestanden im Dorf eine Scholtisei, ein Schloss, ein Vorwerk, eine katholische Schule und 195 weitere Häuser. Im gleichen Jahr lebten in Dürr Kunzendorf 1266 Menschen, davon zwei evangelisch. 1855 lebten 1032 Menschen im Ort. 1865 bestanden im Ort eine Freigut, 65 Bauer-, 22 Gärtner- und 63 Häuslerstellen sowie eine Brauerei, eine Brennerei, drei Schankwirtschaften und eine Wassermühle. 1874 wurde der Amtsbezirk Dürr Kunzendorf gegründet, welcher aus den Landgemeinden Dürr Kunzendorf und dem Gutsbezirk Kunzendorf bestand. 1885 zählte Dürr Kunzendorf 1108 Einwohner.
Bei einer Überschwemmung im Jahr 1903 wurde ein Großteil der Dorfbebauung zerstört. Daraufhin besuchte die deutsche Kaiserin Auguste Viktoria von Schleswig-Holstein-Sonderburg-Augustenburg den Ort. 1933 lebten in Dürr Kunzendorf 1170 sowie 1939 1260 Menschen. Bis 1945 befand sich der Ort im Landkreis Neisse.
1945 kam Dürr Kunzendorf unter polnische Verwaltung und wurde zunächst in Kończyce umbenannt. 1947 wurde der Ort in Konradów umbenannt. Ab 1950 gehörte es zur Woiwodschaft Oppeln und ab 1999 zum wiedergegründeten Powiat Nyski.

## Sehenswürdigkeiten
- Die römisch-katholische König-Christus-Kirche (poln. Kościół Chrystusa Króla) wurde 1937 errichtet.[8]
- Das Schloss Dürr Kunzendorf wurde in der ersten Hälfte des 18. Jahrhunderts errichtet.[8]
- Denkmal zur Erinnerung an den Besuch der deutschen Kaiserin 1903

## Vereine
- Fußballverein GKS II Polkon Konradów-Głuchołazy